# Ивано-Франковский троллейбус
Ивано-Франковский тролле́йбус (укр. Івано-Франківський тролейбус) — троллейбусная система города Ивано-Франковска (Украина). Самая молодая действующая троллейбусная система страны. Открытие движения состоялось 31 декабря 1983 года. По состоянию на 2016 год имеется 8 маршрутов, 60,6 км сети и 54 машины.

## Маршруты

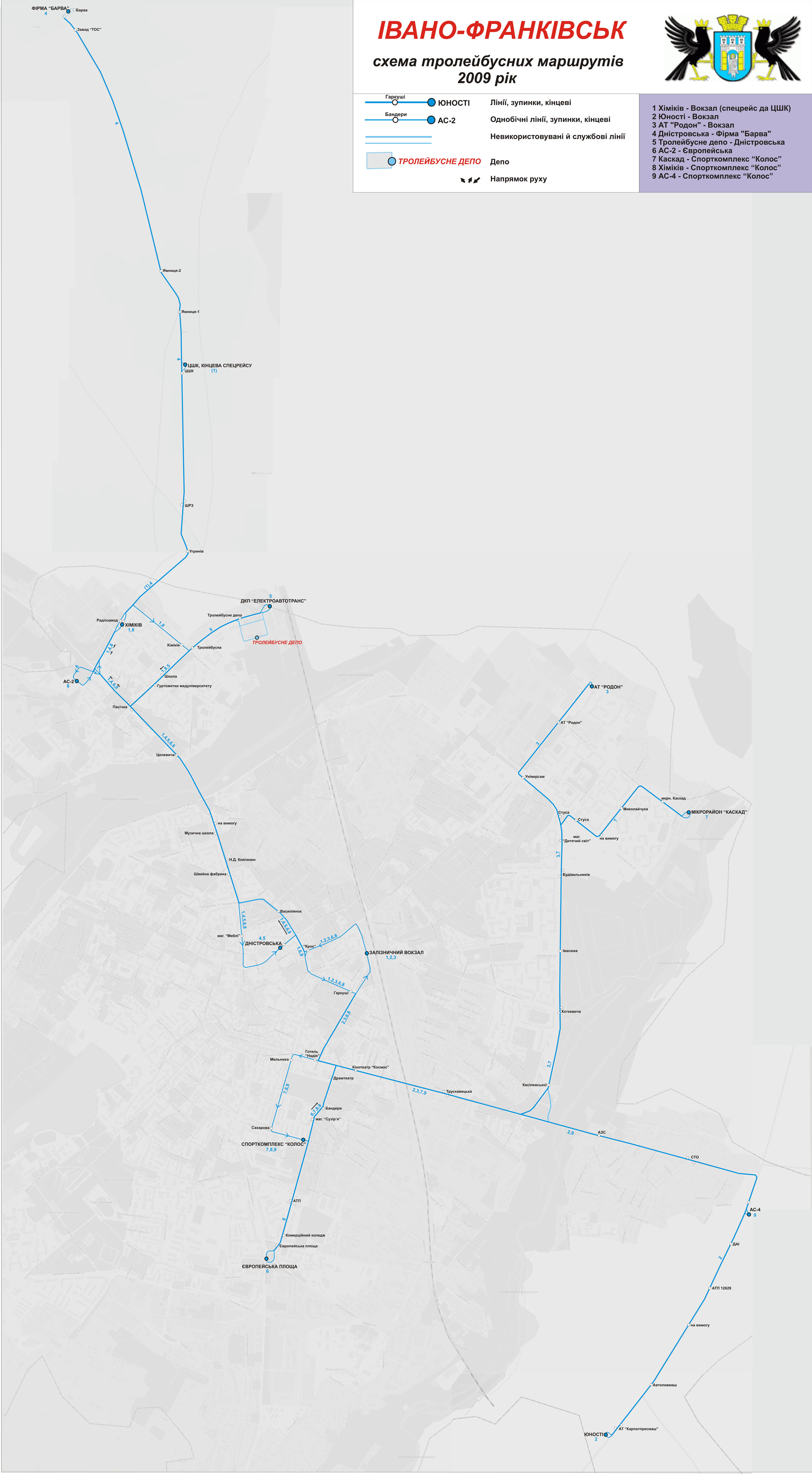
Маршруты Ивано-Франковского троллейбуса (2009)

- 1 Вокзал — ул. Химиков (6-8 троллейбусов)
- 2 Вокзал — АО «Пресмаш» (с. Хриплин) (6 троллейбусов)
- 3 Вокзал — ул. Симоненка (4 троллейбуса)
- 4 Днестровская улица — Фирма «Барва» (с. Ямница) (3 троллейбуса)
- 6 Европейская площадь — Автостанция № 2 (6 троллейбусов)
- 7 ул. Сахарова — микрорайон Каскад (6-8 троллейбусов)
- 9 ул. Сахарова — Автостанция № 4 (1-2 троллейбуса в час пик)
- 10 ул. Симоненка — Автостанция № 4 (3 троллейбуса в час пик)
- До изменения маршрутной сетки работали
- 5 Днестровская улица — ГКП «Электроавтотранс» (до 1 января 2016)
- 6а Автостанция № 2 — Вокзал (до конца 2013 года)
- 8 ул. Сахарова — ул. Химиков (до 1 января 2016)

## История
Троллейбусное движение в Ивано-Франковске было открыто 31 декабря 1983 года десятью троллейбусами ЗИУ-9 по маршруту № 1 «Вокзал — ул. Химиков» по улицам Гагарина (сейчас — Волчинецкая), Панфиловцев (Василианок), Галицкая (назад — Галицкая, Панфиловцев, Гаркуши, Ленинградская (сейчас — Привокзальная)).
В 1984 году открыто депо по Троллейбусной улице.
25 декабря 1985 года введена новая линия от Советской улицы (сейчас — ул. Независимости), Тысменицкой улице (с. Угорники), улице Юности (с. Никитинцы) до Хриплинского промышленного узла (сейчас — АО «Пресмаш» в с. Хриплин), пущен маршрут № 2 Вокзал — завод «Карпатпресмаш» (с. Хриплин).
В 1987 году пущен пиковый маршрут № 3 ул. Химиков — завод «Карпатпресмаш» (с. Хриплин).
1 июня 1989 года введена новая односторонняя линия по улицам Будённого (сейчас — Днестровская) и Галицкой через ЦУМ.
15 июня 1989 года введена новая линия протяжённостью 12 км от ул. Химиков до ПО «Барва» в селе Ямница, пущен маршрут № 4 Вокзал — ПО «Барва» (с. Ямница).

### Маршруты на1 января1990 года
- 1 Вокзал — ул. Химиков
- 2 Вокзал — Завод «Карпатпресмаш» (с. Хриплин)
- 3 ул. Химиков — Завод «Карпатпресмаш» (с. Хриплин; пиковый)
- 4 Вокзал — ПО «Барва» (с. Ямница)

20 июня 1994 года введена новая линия от ул. Независимости по улицам Ивасюка, Стуса и Волчинецкой до завода «Родон», пущен новый маршрут № 3 Вокзал — ПО «Родон».
27 августа 1995 года пущен маршрут № 5 по уже существующим линиям: Троллейбусное депо — Днестровская улица.
Во второй половине 1990-х годов маршрут № 4 укорочен до ул. Химиков: ул. Химиков — фирма «Барва» (с. Ямница).
В 1997—2002 годах действовал ещё один короткий маршрут № 6: ул. Химиков — Днестровская улица.

### Маршруты на1 января2000 года
- 1 Вокзал — ул. Химиков
- 2 Вокзал — Завод «Карпатпресмаш» (с. Хриплин)
- 3 Вокзал — ПО «Родон»
- 4 ул. Химиков — Фирма «Барва» (с. Ямница)
- 5 Троллейбусное депо — Днестровская улица
- 6 ул. Химиков — Днестровская улица

В августе 2001 года введена новая линия от ул. Стуса до микрорайона Каскад, пущен маршрут № 7 Вокзал — микрорайон Каскад.
5 декабря 2002 года введена новая односторонняя кольцевая линия улицами Мельника, Сахарова и Степана Бандеры, по новому кольцу пущен маршрут № 8 ул. Химиков — ул. Сахарова.
4 февраля 2005 года введено новое кольцо в районе автостанции № 4, пущен маршрут № 9 ул. Сахарова — Автостанция № 4.
31 декабря 2005 года введено новое кольцо в районе автостанции № 2, сюда пущен маршрут № 6 Вокзал — Автостанция № 2.
4 апреля 2007 года введена новая линия от ул. Сахарова до Европейской площади по улице Степана Бандеры, сюда пущен маршрут № 6 Европейская площ. — Автостанция № 2.

## Статистика
|                                                                                                | 1990 | 1995 | 2000 | 2005 | 2006 | 2007 | 2008 | 2009 | 2010 |
| ---------------------------------------------------------------------------------------------- | ---- | ---- | ---- | ---- | ---- | ---- | ---- | ---- | ---- |
| Годовой пассажиропоток, млн человек                                                            | 17   | 12   | 28   | 25   | 23   | 21   | 21   | 20   | 22   |
| Эксплуатационная длина троллейбусных путей общего пользования (в одностороннем исчислении), км | 27   | 52   | 52   | 57   | 57   | 60   | 60   | 60   | 60   |
| Парк троллейбусов, единиц                                                                      | 41   | 42   | 45   | 45   | 46   | 48   | 46   | 47   | 46   |

## Подвижной состав

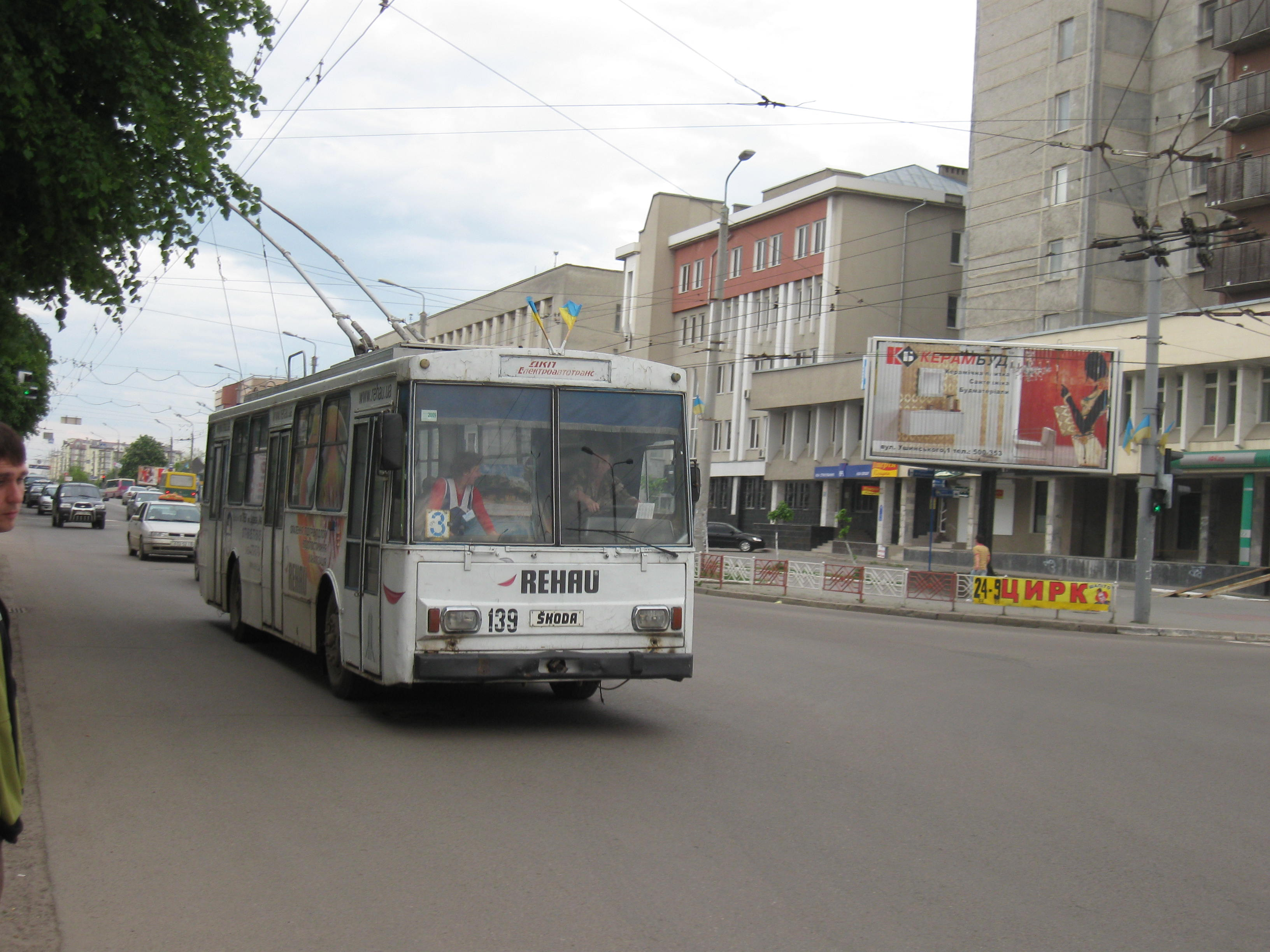
Троллейбус Skoda 14Tr на улице Независимости

В настоящее время маршруты обслуживаются машинами типа:
- Škoda 14Tr (26 машин) с 1985 года
- ЮМЗ-Т1Р (1 машина) с 2004 года
- ЮМЗ-Т2 (1 машина) с 1994 года
- ElectroLAZ-12D1 (5 машин) с 2006 года
- MAN (Graf und Stift) (15 машин) с 2016 года
- АКСМ-321 (1 машина) с 2018 года
- Volvo V 7000 AT (1 машина) с 2018 года

Ранее были также:
- ЗиУ-9 (15 машин) в 1983—1985
- ЮМЗ-Т1 (2 машины + 2 модернизированы) в 1995—2017

## Стоимость проезда
В электротранспорте устанавливается на основании решения исполнительного комитета Ивано-Франковского городского совета.
С открытием троллейбусного движения стоимость проезда составляла 4 копейки (0,04 руб.).  В течение существования сети она постепенно повышалась:
| Динамика роста стоимости проезда | Динамика роста стоимости проезда | Динамика роста стоимости проезда |
| Дата установление тарифа         | Стоимость проезда, ₴             | Примечания |
| -------------------------------- | -------------------------------- | --- |
| 1 сентября 2005                  | 0,50                             | |
| 1 августа 2008                   | 0,75                             | |
| 1 июня 2010                      | 1,00                             | |
| 8 сентября 2011                  | 1,25                             | [ 2 ] |
| 11 февраля 2015                  | 1,75                             | |
| 25 августа 2015                  | 2,00                             | |
| 1 августа 2020                   | 6,00                             | При безналичной оплате предоставляется скидка С 1 августа 2020 года стоимость проезда в СНГ коммунальном транспорте составляет 6 гривен. |
| 12 июля 2021                     | 10,00                            | При безналичной оплате предоставляется скидка                                                                                            |

Согласно решению исполнительного комитета Ивано-Франковского городского совета №145 «О льготном проезде в городском пассажирском транспорте», в троллейбусах муниципального перевозчика КП «Электроавтотранс» для студентов с 15 марта 2017 года предусмотрена скидка 50%.  Стоимость проезда составляет 1 гривну, при условии предъявления действительного студенческого билета..
С 12 июля 2021 года стоимость одной поездки в троллейбусах и автобусах КП «Электроавтотранс» составляет 10 гривен, а в частных маршрутках — 8 грн.  До сих пор тарифы на проезд составляли 6 гривен.  Однако у пассажиров, пользующихся коммунальным транспортом, есть возможность сэкономить.  При оплате бесконтактной банковской картой или посредством SMS стоимость поездки составит 8 грн.  При оплате транспортной картой «Галка» — 6 грн, а при оплате студенческой картой «Галка» — 5 грн.
Если пассажир выбрал оплату наличными, то должен знать, что водитель не обязан давать остальные средства с больших купюр, чем 50 грн.  Об этом говорится в пункте 3.9.3 "Правил пользования городским пассажирским транспортом в Ивано-Франковской МТГ".  Также необходимо знать, что купюры должны быть без признаков значительных повреждений.  Если же есть купюры большего номинала, чем 50 грн, а у водителя нет средств для выдачи сдачи, то есть другие способы оплаты за проезд, в частности, оплатить есть возможность:
- транспортной карточкой «Галка»;
- банковской бесконтактной картой;
- смс с мобильного телефона;

через мобильное приложение «Easy Wallet»;
- QR-код.